# Alfredo Guzzoni
Alfredo Guzzoni, född 1877, död 1965, var en italiensk general under andra världskriget som ledde det italienska försvaret under den allierade invasionen av Sicilien, Operation Husky 1943.